# MLB All-Star Game 2005
MLB All-Star Game 2005 – 76. Mecz Gwiazd ligi MLB, który odbył się 12 lipca 2005 roku na stadionie Comerica Park w Detroit. Spotkanie zakończyło się zwycięstwem American League All-Stars 7–5. Frekwencja wyniosła 41 617 widzów.
Najbardziej wartościowym zawodnikiem został wybrany Miguel Tejada z Baltimore Orioles, który zdobył home runa i zaliczył RBI single.

## Wyjściowe składy
| National League | National League | National League | National League | American League | American League   | American League | American League |
| #               | Zawodnik        | Klub            | Pozycja         | #               | Zawodnik          | Klub            | Pozycja         |
| --------------- | --------------- | --------------- | --------------- | --------------- | ----------------- | --------------- | --------------- |
| 1               | Bobby Abreu     | Phillies        | RF              | 1               | Johnny Damon      | Red Sox         | CF              |
| 2               | Carlos Beltrán  | Mets            | LF              | 2               | Alex Rodriguez    | Yankees         | 3B              |
| 3               | Albert Pujols   | Cardinals       | DH              | 3               | David Ortiz       | Red Sox         | DH              |
| 4               | Derrek Lee      | Cubs            | 1B              | 4               | Manny Ramírez     | Red Sox         | LF              |
| 5               | Jim Edmonds     | Cardinals       | CF              | 5               | Miguel Tejada     | Orioles         | SS              |
| 6               | Aramis Ramírez  | Cubs            | 3B              | 6               | Vladimir Guerrero | Angels          | RF              |
| 7               | Mike Piazza     | Mets            | C               | 7               | Mark Teixeira     | Rangers         | 1B              |
| 8               | Jeff Kent       | Dodgers         | 2B              | 8               | Jason Varitek     | Red Sox         | C               |
| 9               | David Eckstein  | Cardinals       | SS              | 9               | Brian Roberts     | Orioles         | 2B              |
|                 | Chris Carpenter | Cardinals       | P               |                 | Mark Buehrle      | White Sox       | P               |

| National League | 0 | 0 | 0 | 0 | 0 | 0 | 2 | 1 | 2 | 5 | 11 | 0 |
| American League | 0 | 2 | 2 | 2 | 0 | 2 | 0 | 0 | X | 9 | 11 | 1 |
| WP: Mark Buehrle (1–0) LP: John Smoltz (0–1) SV: Mariano Rivera (1) HR: NL: Andruw Jones (1) AL: Miguel Tejada (1), Mark Teixeira (1) |   |   |   |   |   |   |   |   |   |   |    |   |

## Składy
| Miotacze - Danys Báez (1) - Mark Buehrle (2) - Matt Clement (1) - Bartolo Colón (2) - Eddie Guardado (2) - Justin Duchscherer (1) - Jon Garland (1) - Roy Halladay (3) - Joe Nathan (2) - Mariano Rivera (7) - Kenny Rogers (3) - B.J. Ryan (1) - Johan Santana (1) - Bob Wickman (2) Łapacze - Iván Rodríguez (12) - Jason Varitek (1) |  | Wewnątrzpolowi - Shea Hillenbrand (2) - Paul Konerko (2) - Melvin Mora (2) - Brian Roberts (1) - Alex Rodriguez (9) - Mark Teixeira (1) - Miguel Tejada (3) - Alfonso Soriano (4) - Michael Young (4) Zapolowi - Vladimir Guerrero (6) - Manny Ramírez (9) - Johnny Damon (2) - Garret Anderson (4) - Scott Podsednik (1) - Gary Sheffield (9) - Ichiro Suzuki (5) |  | Menadżer - Terry Francona |

| Miotacze - Chris Carpenter (1) - Chad Cordero (1) - Brian Fuentes (1) - Liván Hernández (2) - Jason Isringhausen (2) - Brad Lidge (1) - Pedro Martínez (7) - Roy Oswalt (1) - Jake Peavy (1) - John Smoltz (7) - Billy Wagner (4) - Dontrelle Willis (2) Łapacze - Paul Lo Duca (3) - Mike Piazza (12) Designated hitter - Albert Pujols (4) |  | Wewnątrzpolowi - Luis Castillo (3) - David Eckstein (1) - Morgan Ensberg (1) - César Izturis (1) - Jeff Kent (5) - Derrek Lee (1) - Felipe López (1) - Aramis Ramírez (1) - Scott Rolen (4) - Jimmy Rollins (3) Zapolowi - Bobby Abreu (2) - Carlos Beltrán (2) - Jim Edmonds (4) - Jason Bay (1) - Miguel Cabrera (2) - Luis Gonzalez (5) - Andruw Jones (4) - Carlos Lee (1) |  | Menadżer - Tony La Russa |

- W nawiasie podano liczbę powołań do All-Star Game.

## Home Run Derby
| Comerica Park, Detroit – NL 66, AL 42 | Comerica Park, Detroit – NL 66, AL 42 | Comerica Park, Detroit – NL 66, AL 42 | Comerica Park, Detroit – NL 66, AL 42 | Comerica Park, Detroit – NL 66, AL 42 | Comerica Park, Detroit – NL 66, AL 42 |
| Zawodnik                              | Klub                                  | Runda 1                               | Półfinały                             | Finały                                | Suma                                  |
| ------------------------------------- | ------------------------------------- | ------------------------------------- | ------------------------------------- | ------------------------------------- | ------------------------------------- |
| Bobby Abreu                           | Philadelphia                          | 24                                    | 6                                     | 11                                    | 41                                    |
| Iván Rodríguez                        | Detroit Tigers                        | 7                                     | 8                                     | 5                                     | 20                                    |
| Carlos Lee                            | Milwaukee Brewers                     | 11                                    | 4                                     | –                                     | 15                                    |
| David Ortiz                           | Boston Red Sox                        | 17                                    | 3                                     | –                                     | 20                                    |
| Choi Hee-seop                         | Los Angeles Dodgers                   | 5                                     | –                                     | –                                     | 5                                     |
| Andruw Jones                          | Atlanta Braves                        | 5                                     | –                                     | –                                     | 5                                     |
| Mark Teixeira                         | Texas Rangers                         | 2                                     | –                                     | –                                     | 2                                     |
| Jason Bay                             | Pittsburgh Pirates                    | 0                                     | –                                     | –                                     | 0                                     |